# Châtel-Gérard
Pour les articles homonymes, voir Chatel.
Châtel-Gérard est une commune française située dans le département de l'Yonne en région Bourgogne-Franche-Comté.

## Géographie

### Climat
Pour des articles plus généraux, voir Climat de la Bourgogne-Franche-Comté et Climat de l'Yonne.
En 2010, le climat de la commune est de type climat des marges montargnardes, selon une étude du Centre national de la recherche scientifique s'appuyant sur une série de données couvrant la période 1971-2000. En 2020, Météo-France publie une typologie des climats de la France métropolitaine dans laquelle la commune est exposée à un climat océanique altéré et est dans la région climatique  Lorraine, plateau de Langres, Morvan, caractérisée par un hiver rude (1,5 °C), des vents modérés et des brouillards fréquents en automne et hiver. 
Pour la période 1971-2000, la température annuelle moyenne est de 10,2 °C, avec une amplitude thermique annuelle de 15,8 °C. Le cumul annuel moyen de précipitations est de 870 mm, avec 13 jours de précipitations en janvier et 8,5 jours en juillet. Pour la période 1991-2020, la température moyenne annuelle observée sur la station météorologique de Météo-France la plus proche, « Noyers_sapc », sur la commune de Noyers à 11 km à vol d'oiseau, est de 11,9 °C et le cumul annuel moyen de précipitations est de 785,9 mm. 
La température maximale relevée sur cette station est de 40,7 °C, atteinte le 24 juillet 2019 ; la température minimale est de −13,4 °C, atteinte le 7 février 2012,,. 
Les paramètres climatiques de la commune ont été estimés pour le milieu du siècle (2041-2070) selon différents scénarios d'émission de gaz à effet de serre à partir des nouvelles projections climatiques de référence DRIAS-2020. Ils sont consultables sur un site dédié publié par Météo-France en novembre 2022.

## Urbanisme

### Typologie
Au 1er janvier 2024, Châtel-Gérard est catégorisée commune rurale à habitat dispersé, selon la nouvelle grille communale de densité à sept niveaux définie par l'Insee en 2022.
Elle est située hors unité urbaine et hors attraction des villes,.

### Occupation des sols
L'occupation des sols de la commune, telle qu'elle ressort de la base de données européenne d’occupation biophysique des sols Corine Land Cover (CLC), est marquée par l'importance des forêts et milieux semi-naturels (63 % en 2018), une proportion sensiblement équivalente à celle de 1990 (63,1 %). La répartition détaillée en 2018 est la suivante : 
forêts (60,3 %), terres arables (34,9 %), milieux à végétation arbustive et/ou herbacée (2,7 %), zones urbanisées (1,3 %), zones agricoles hétérogènes (0,8 %). L'évolution de l’occupation des sols de la commune et de ses infrastructures peut être observée sur les différentes représentations cartographiques du territoire : la carte de Cassini (XVIIIe siècle), la carte d'état-major (1820-1866) et les cartes ou photos aériennes de l'IGN pour la période actuelle (1950 à aujourd'hui).

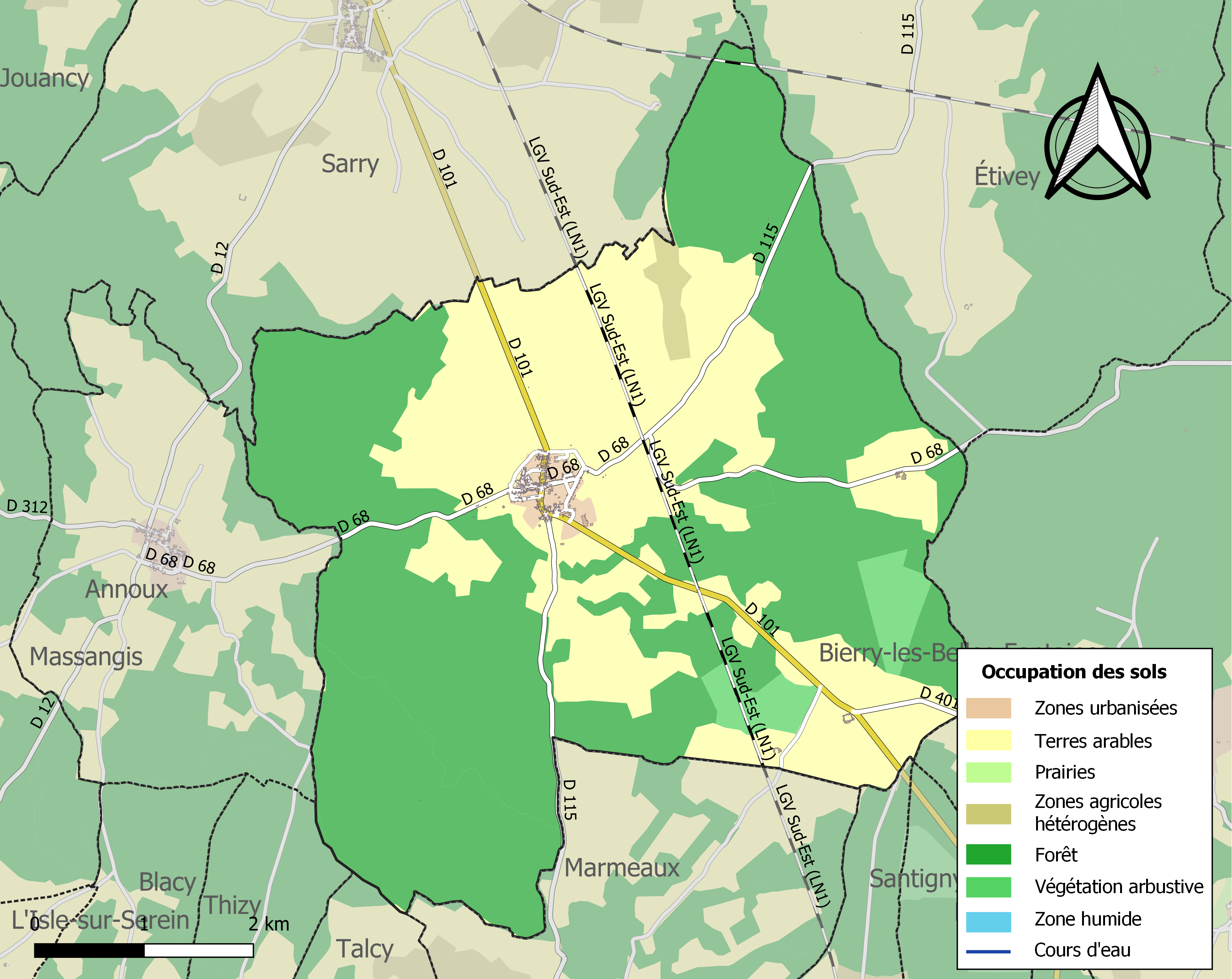
Carte des infrastructures et de l'occupation des sols de la commune en 2018 (CLC).

## Histoire
Siège d'une châtellenie ducale de Bourgogne, dont relève notamment Villiers-les-Hauts. Plusieurs registres comptables des XIVe et XVe siècles subsistent aux archives départementales de la Côte-d'Or. Ces registres évoquent le passage de l'armée anglaise arrivant de Calais et se rendant pour hiberner à Guillon (1359-1360). 

## Politique et administration
| Période   | Période   | Identité                     | Étiquette | Qualité                                                                                     |
| --------- | --------- | ---------------------------- | --------- | ------------------------------------------------------------------------------------------- |
| 1894      | 1918      | Auguste Philipot (1835-1918) |           | Propriétaire                                                                                |
| 1919      | 1925      | Lucien Dolin (1878-1954)     |           | Cultivateur                                                                                 |
| 1925      | 1959      | André Magdelénat (1898-1983) | DVD       | Ingénieur électricien Conseiller général du canton de Noyers (1951-1976)                    |
| 1959      | mars 1995 | Bernard Magdelénat           | app.UDF   | Ingénieur électricien, chef d'entreprise Conseiller général du canton de Noyers (1976-2001) |
| mars 1995 | mars 2008 | Bernard Duval                |           |                                                                                             |
| mars 2008 | mars 2014 | Frédéric Mercier             |           |                                                                                             |
| mars 2014 | 2020      | Jean-Michel Batréau          |           |                                                                                             |
| 2020      | En cours  | Béatrice Boise               |           | Fonctionnaire                                                                               |

## Démographie
L'évolution du nombre d'habitants est connue à travers les recensements de la population effectués dans la commune depuis 1793. Pour les communes de moins de 10 000 habitants, une enquête de recensement portant sur toute la population est réalisée tous les cinq ans, les populations de référence des années intermédiaires étant quant à elles estimées par interpolation ou extrapolation. Pour la commune, le premier recensement exhaustif entrant dans le cadre du nouveau dispositif a été réalisé en 2006.

En 2022, la commune comptait 199 habitants, en évolution de −9,55 % par rapport à 2016 (Yonne : −1,95 %, France hors Mayotte : +2,11 %).
| 1793 | 1800 | 1806 | 1821 | 1831 | 1836 | 1841 | 1846 | 1851 |
| ---- | ---- | ---- | ---- | ---- | ---- | ---- | ---- | ---- |
| 658  | 661  | 624  | 629  | 644  | 646  | 570  | 572  | 650  |

| 1856 | 1861 | 1866 | 1872 | 1876 | 1881 | 1886 | 1891 | 1896 |
| ---- | ---- | ---- | ---- | ---- | ---- | ---- | ---- | ---- |
| 563  | 560  | 579  | 555  | 541  | 524  | 487  | 490  | 462  |

| 1901 | 1906 | 1911 | 1921 | 1926 | 1931 | 1936 | 1946 | 1954 |
| ---- | ---- | ---- | ---- | ---- | ---- | ---- | ---- | ---- |
| 456  | 490  | 449  | 407  | 425  | 419  | 435  | 450  | 451  |

| 1962 | 1968 | 1975 | 1982 | 1990 | 1999 | 2006 | 2011 | 2016 |
| ---- | ---- | ---- | ---- | ---- | ---- | ---- | ---- | ---- |
| 422  | 394  | 306  | 307  | 286  | 253  | 250  | 249  | 220  |

| 2021 | 2022 | - | - | - | - | - | - | - |
| ---- | ---- | - | - | - | - | - | - | - |
| 202  | 199  | - | - | - | - | - | - | - |

## Lieux et monuments
Le prieuré de Vausse, dépendant de l'abbaye du Val des Choues, a été fondé au début du XIIIe siècle par Anséric de Montréal. Protégé par les seigneurs de Montréal puis par les ducs de Bourgogne, il reçut de nombreuses donations et a bénéficié d'une grande prospérité jusqu'au XVe siècle.
À partir du XVIe siècle, il connut le déclin avec des difficultés financières et une baisse du nombre de ses moines. Au XVIIe siècle, les prieurs qui étaient auparavant élus par les moines, furent nommés par le pouvoir royal. Ces prieurs commendataires, qui en majorité vivaient en grands seigneurs loin de Vausse, n'ont pu s'opposer au relâchement des mœurs qui touchait les moines eux-mêmes. Au XVIIIe siècle, un incendie a ravagé une aile du prieuré. En 1763, le dernier moine quitta Vausse pour l'abbaye du Val des Choues.
À la  Révolution, le prieuré a été vendu et transformé en faïencerie. En 1835, il vit naître Ernest Petit, qui deviendra historien de la Bourgogne et qui fera du prieuré son cabinet de travail.

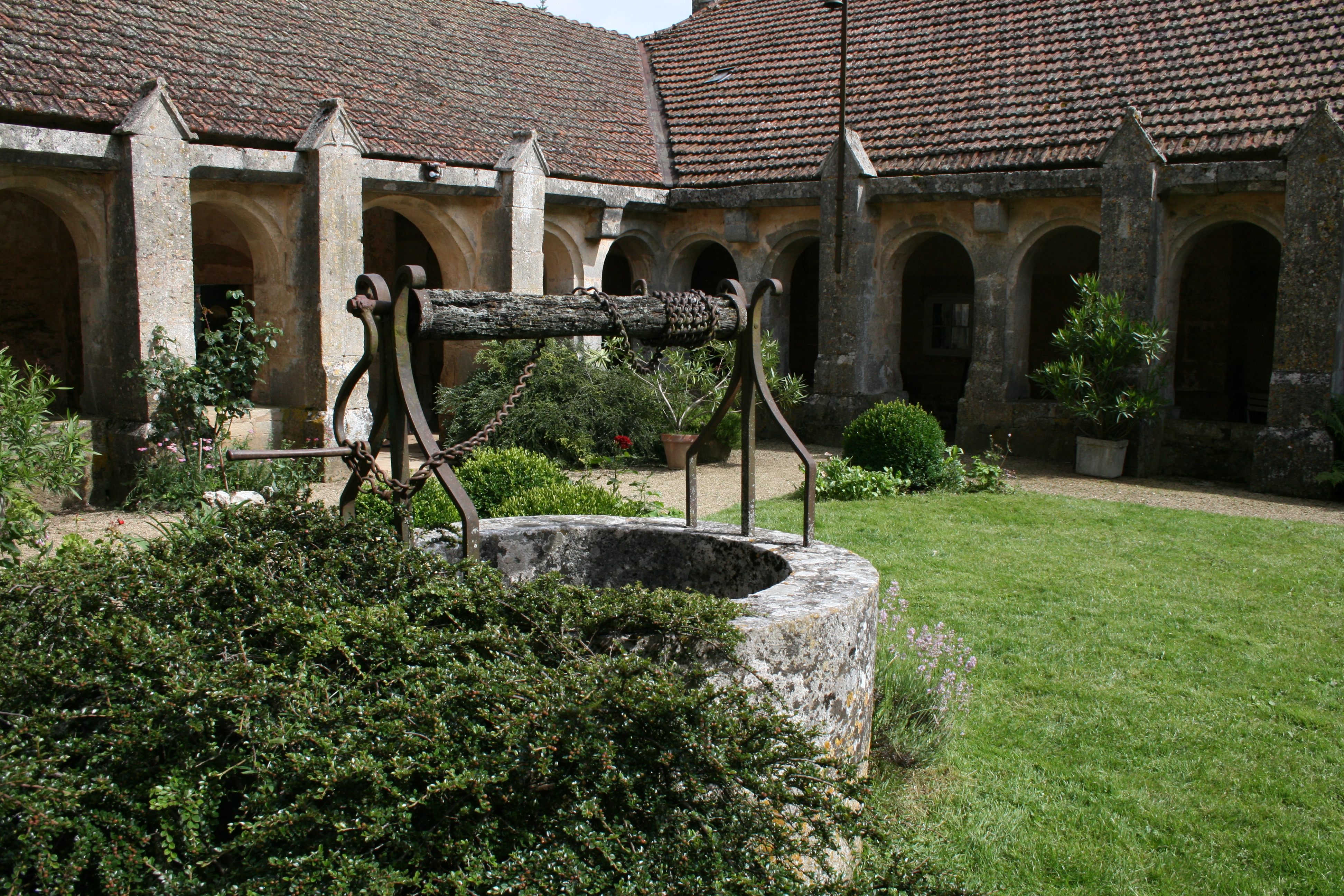
Prieuré de Vausse.
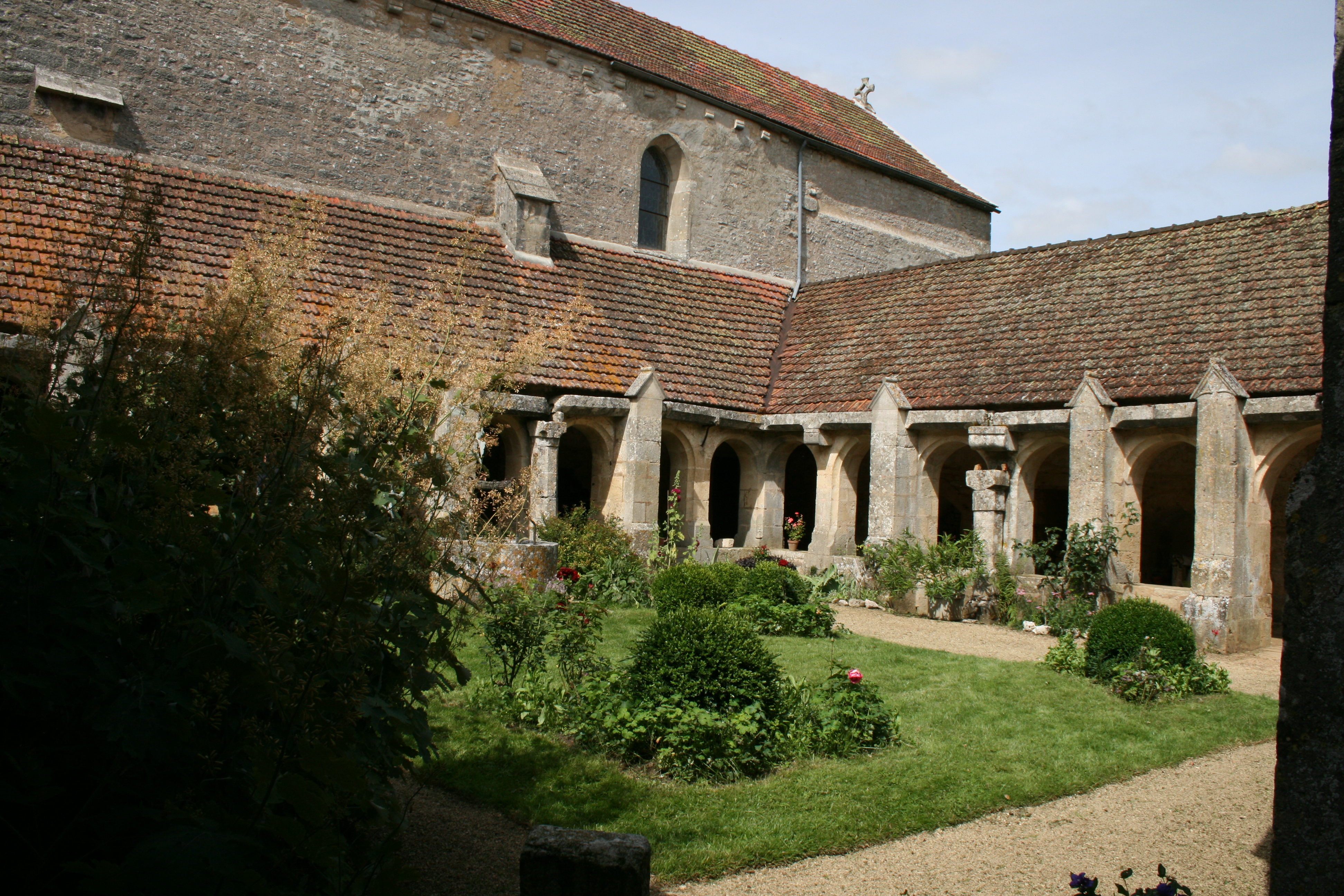
Prieuré de Vausse.
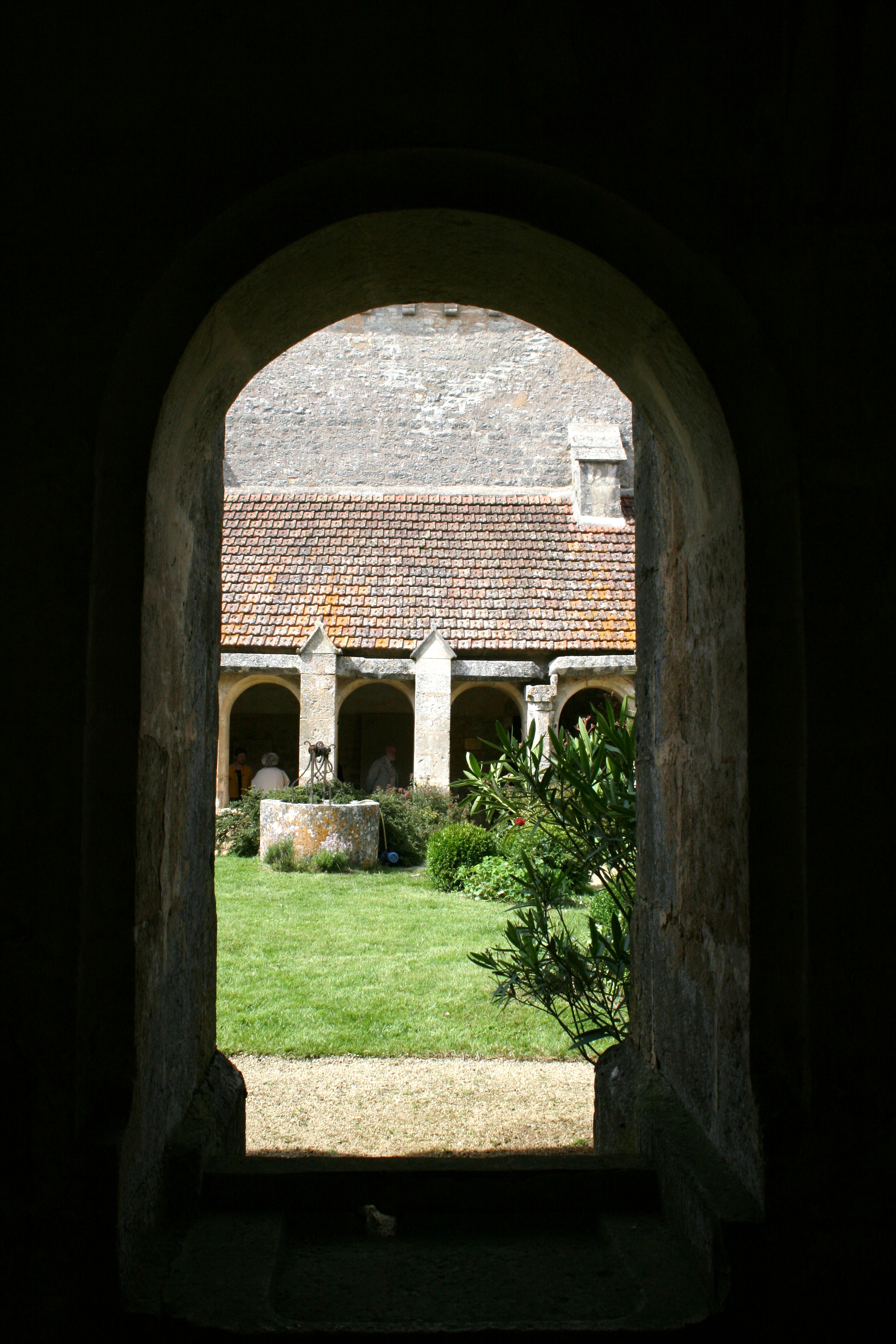
Prieuré de Vausse.
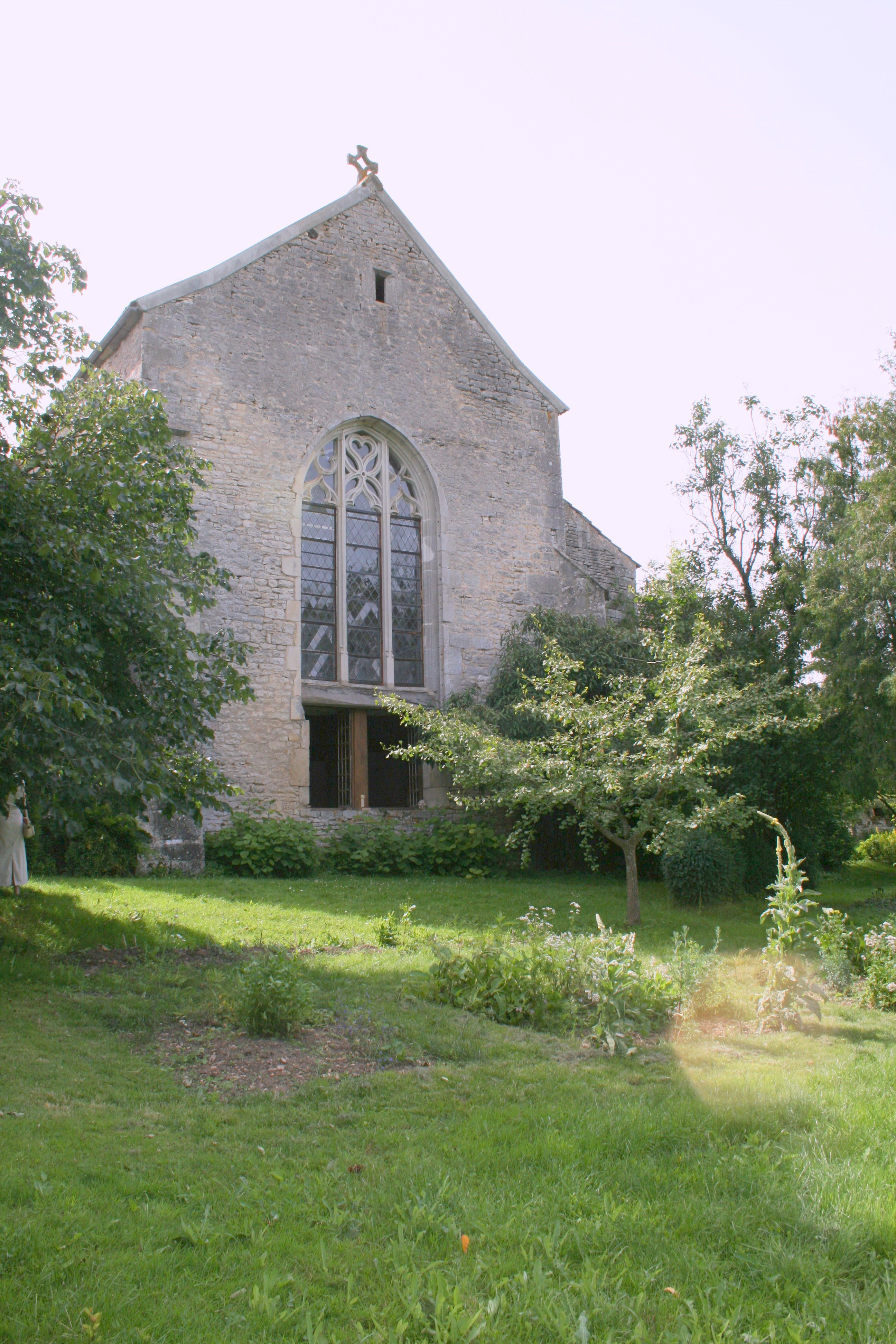
Prieuré de Vausse.

- Le menhir de la Femme Blanche dans la forêt de Morcon.
- la faïencerie des Cornes : installée dans une ferme, au lieu-dit les Cornes, la faïencerie fonctionna de 1824 à 1870[18].

## Personnalités liées à la commune
- Ernest Petit (1835 - 1918), historien bourguignon et homme politique.
- Annabel Buffet (1928 - 2005), écrivaine et femme du peintre Bernard Buffet, acquiert le château en 2000[19].
- Jean-Baptiste Pussin, né à Grimault en1810, il est nommé curé de Châtel-Gérard en 1835 et il y reste jusqu'à son décès en 1908, soit 73 ans !

## Pour approfondir